# Cimetière français de Berlin (division I)
Le cimetière français de Berlin (division I) (Französischer Friedhof I) est un cimetière berlinois situé dans le faubourg d'Oranienburg à Berlin-Mitte. Il fut ouvert en 1780 pour la communauté des descendants des Huguenots et des Protestants d'origine française. Il représente un exemple unique du néo-classicisme en vogue à la fin du XVIIIe siècle et au début du XIXe siècle.
Un second cimetière français sera ouvert en 1835 à la Liesenstraße, le cimetière français de Berlin (division II).

## Personnalités
- Paul Ackermann (1812-1846) écrivain alsacien
- Frédéric Ancillon (1766-1837) précepteur du futur roi Frédéric-Guillaume IV de Prusse
- Franz Bendel (de) (1833-1874) virtuose et compositeur autrichien
- Daniel Chodowiecki (1726-1801) peintre d'origine huguenote par sa mère
- Louis Devrient (1784-1832) tragédien allemand d'origine flamande francophone
- Emil du Bois-Reymond (1818-1896) physiologiste allemand d'origine huguenote
- Madame du Titre (de) (1748-1827) originale huguenote
- Eberhard Esche (de) (1933-2006) acteur allemand
- Jenny Gröllmann (1947-2006) actrice allemande
- Karl Ludwig Michelet (1801-1893) philosophe allemand d'origine huguenote
- Hendrik George de Perponcher Sedlnitzki (1771-1856) général hollandais d'origine huguenote, combattant de Waterloo
- Pierre Louis Ravené (de) (1793-1861) industriel et collectionneur allemand d'origine huguenote
- Carl Steffeck (1818-1890) peintre

## Galerie de photographies

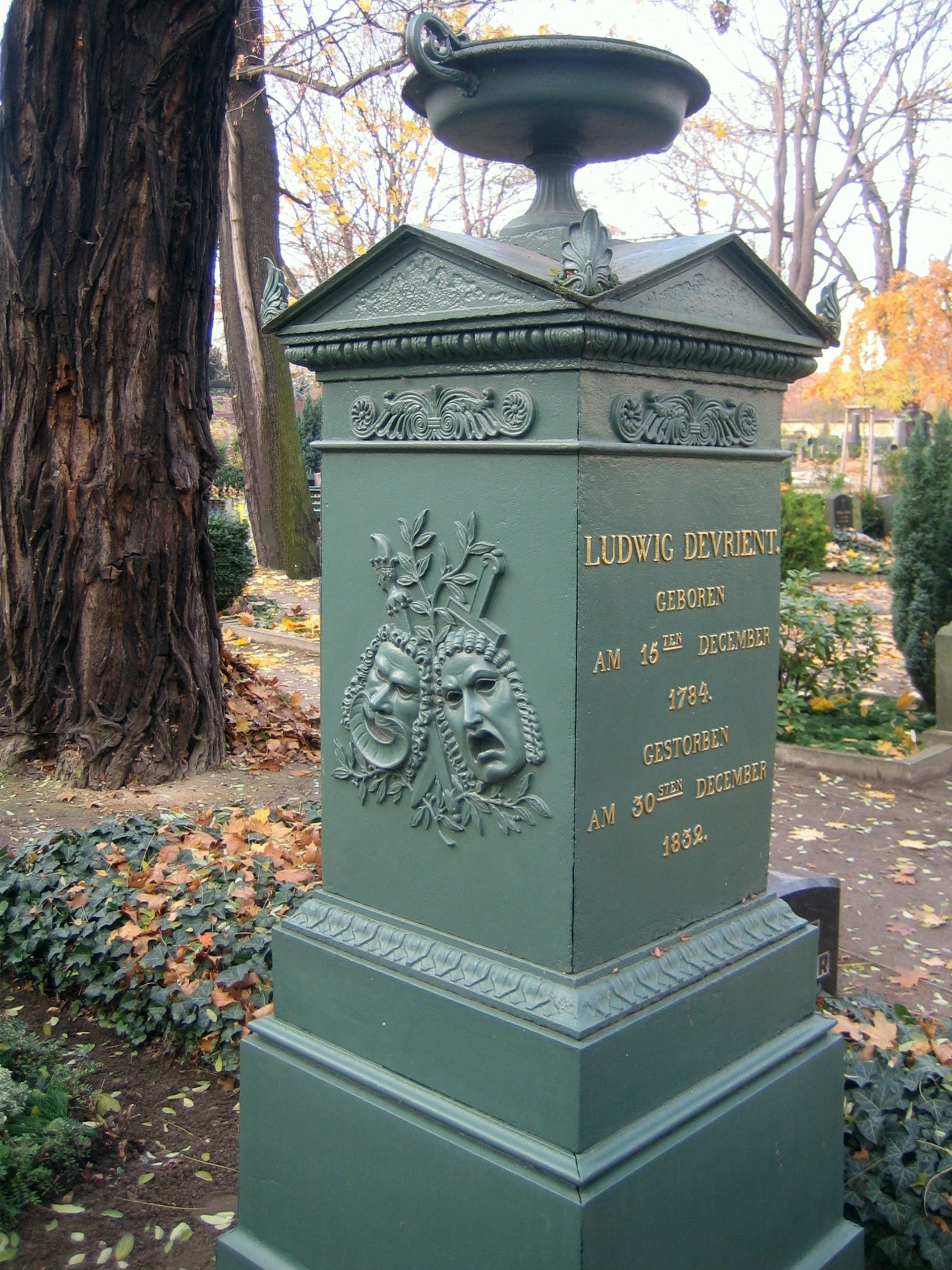
Tombe du tragédien Louis Devrient.
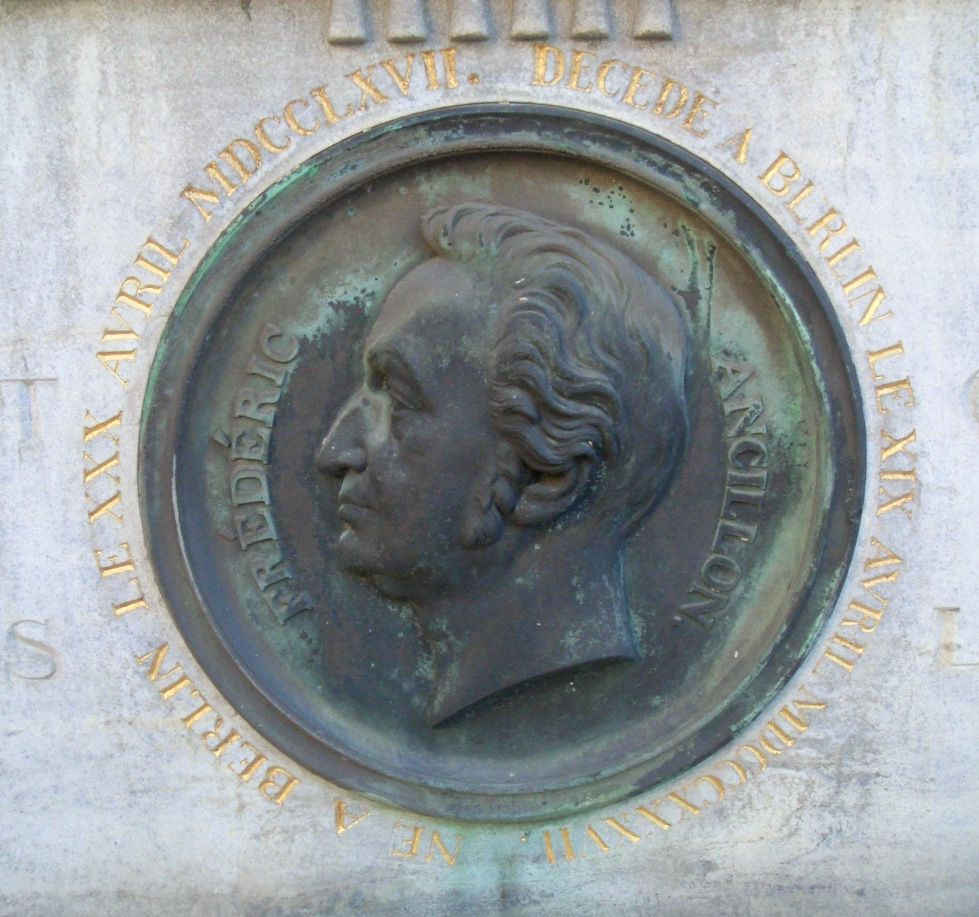
Tombe de Frédéric Ancillon.
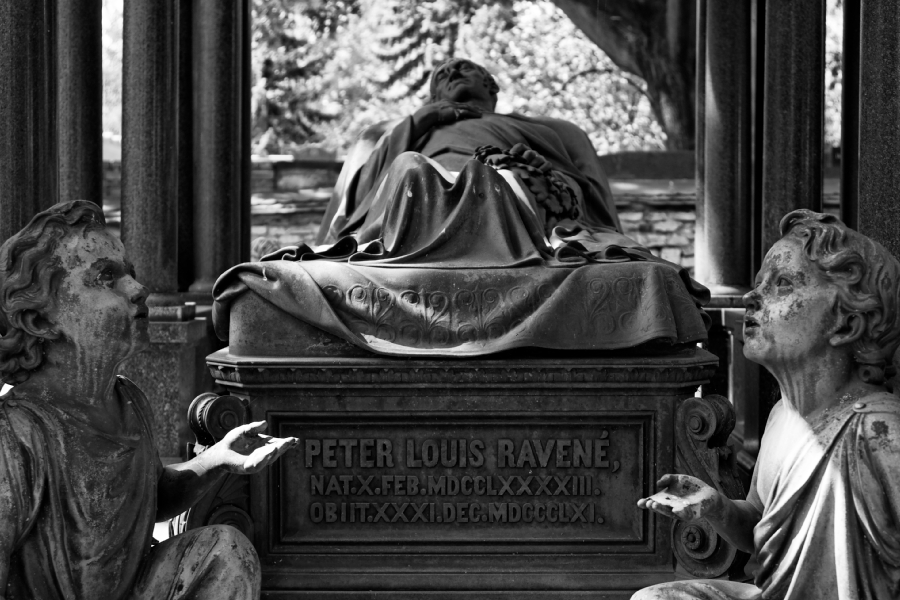
Tombe de Pierre Louis Ravené (de).